# Kaarlo Mäkinen
Kaarlo Mäkinen (né le 14 mai 1892 à Mariehamn et mort le 11 mai 1980 à Turku) est un lutteur sportif finlandais.

## Biographie
Kaarlo Mäkinen obtient une médaille d'argent olympique, en 1924 à Paris en poids coqs. Quatre ans plus tard, lors des Jeux olympiques d'été de 1928, il remporte le titre dans la même catégorie de poids.

## Palmarès

### Jeux olympiques
- Jeux olympiques d'été de 1924 à Paris
  -  Médaille d'argent en -56 kg
- Jeux olympiques d'été de 1928 à Amsterdam
  -  Médaille d'or en -56 kg

### Championnats du monde
- Championnats du monde de lutte 1921
  -  Médaille d'argent en -58 kg
- Championnats du monde de lutte 1922
  -  Médaille de bronze en -58 kg